# World Trade Center in populaire cultuur
Het World Trade Center of WTC en de beroemde Twin Towers (de North Tower en de South Tower) in New York, door architect Minoru Yamasaki (1912–1986), stond in de tweede helft van de 20e eeuw (1973–2001) wereldwijd symbool voor de Verenigde Staten van Amerika.
Beide torens van het World Trade Center stortten in als gevolg van de aanslagen op 11 september 2001, waarna een nieuw World Trade Center is verrezen. In dit artikel wordt aandacht besteed aan de invloed die de Twin Towers hadden ten aanzien van de popcultuur gedurende een 28-jarig bestaan. Het gaat om films, televisieseries, literatuur, muziek en computerspellen.
De Twin Towers verzinnebeeldden de wereldvrede en hebben een niet te overzien maatschappelijk en cultureel aandeel op de samenleving gehad namens de Verenigde Staten als grote mogendheid (oftewel wereldmacht). Vaak werd het World Trade Center, met name de Twin Towers, op overeenstemmende wijze een doelwit voor vernietiging in sciencefictionfilms en in een aantal computerspellen, nog voor de verwoesting op 11 september 2001.

## Films

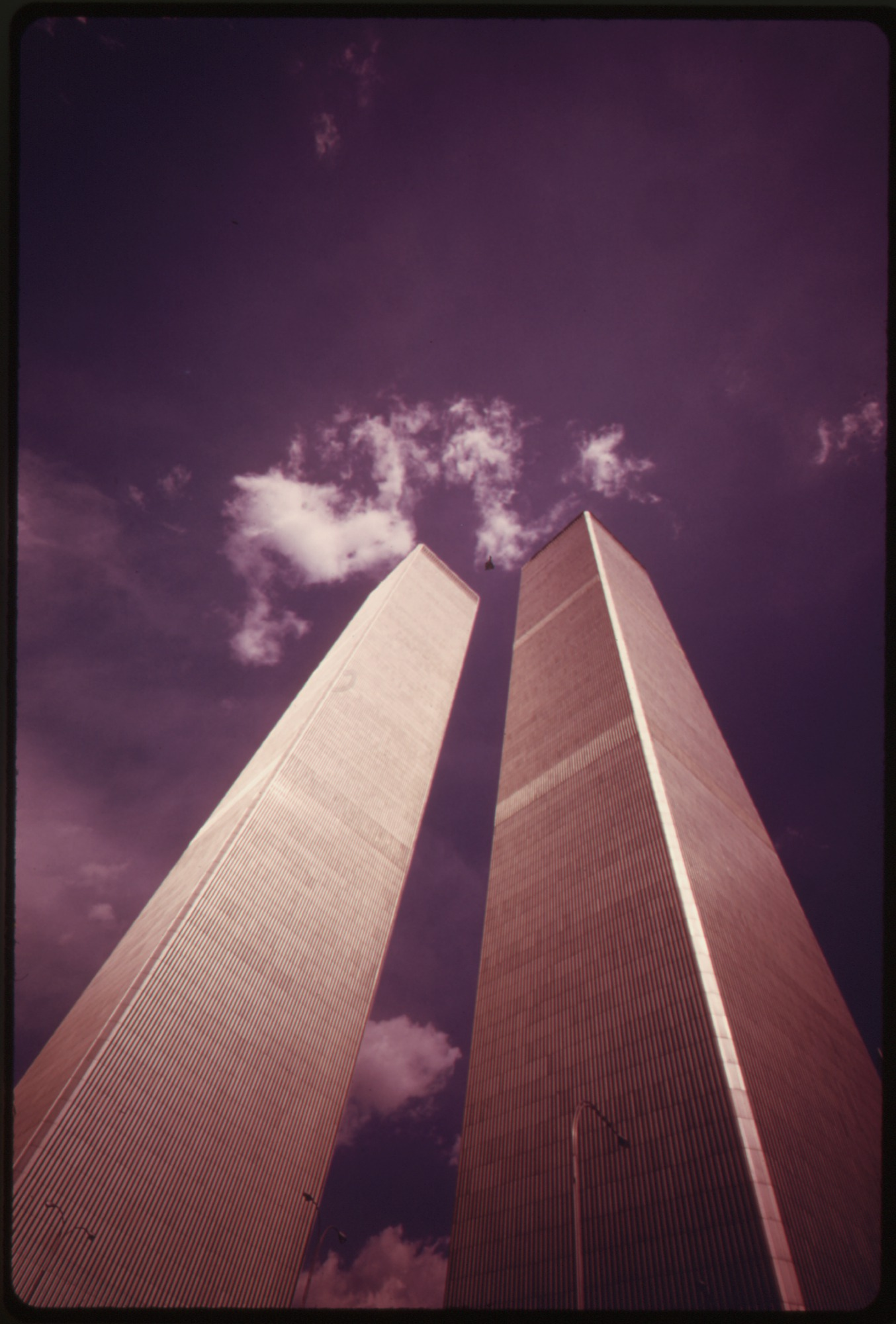
Twin Towers, maart 1974; North Tower links

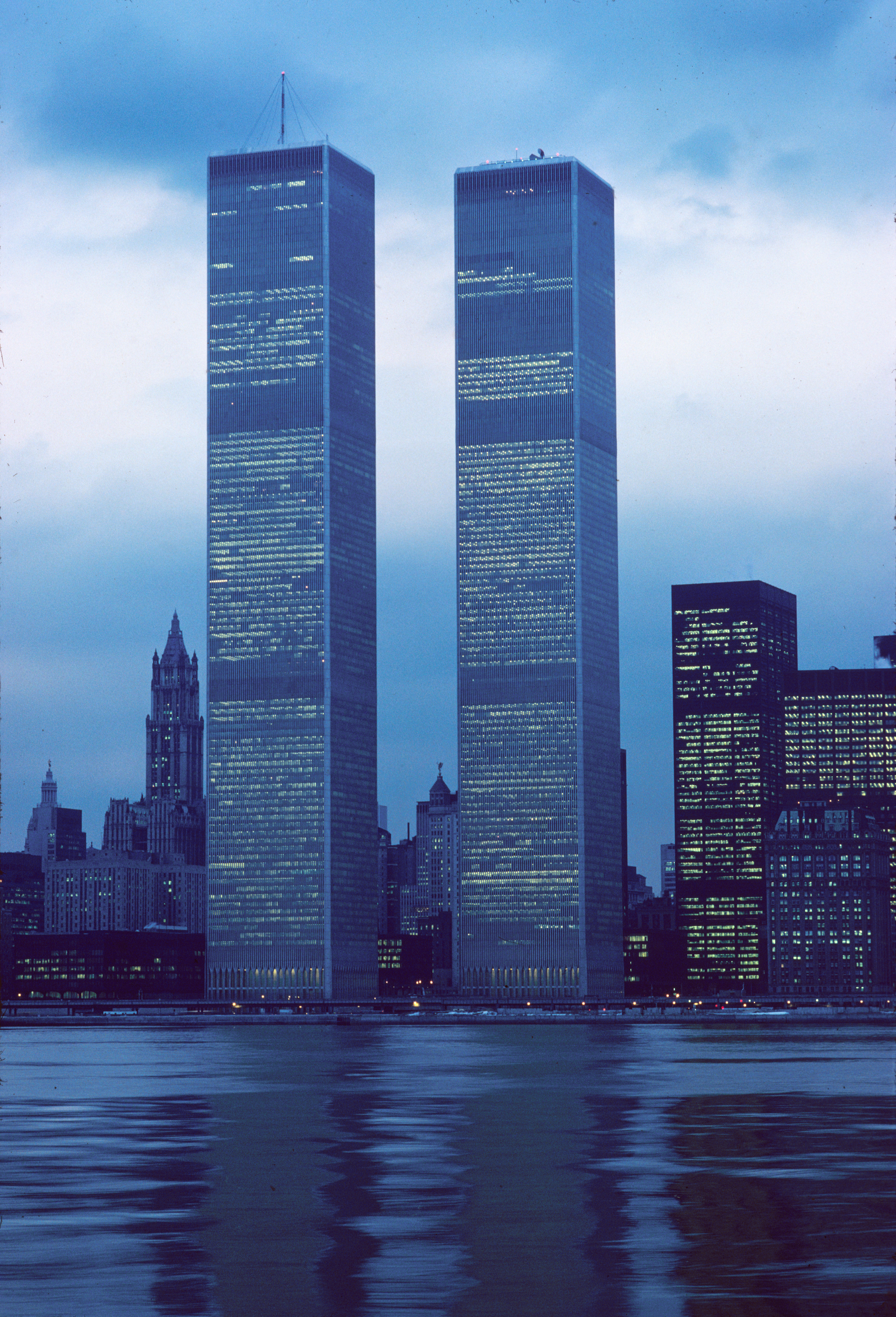
Twin Towers vanaf de Hudson, 1976

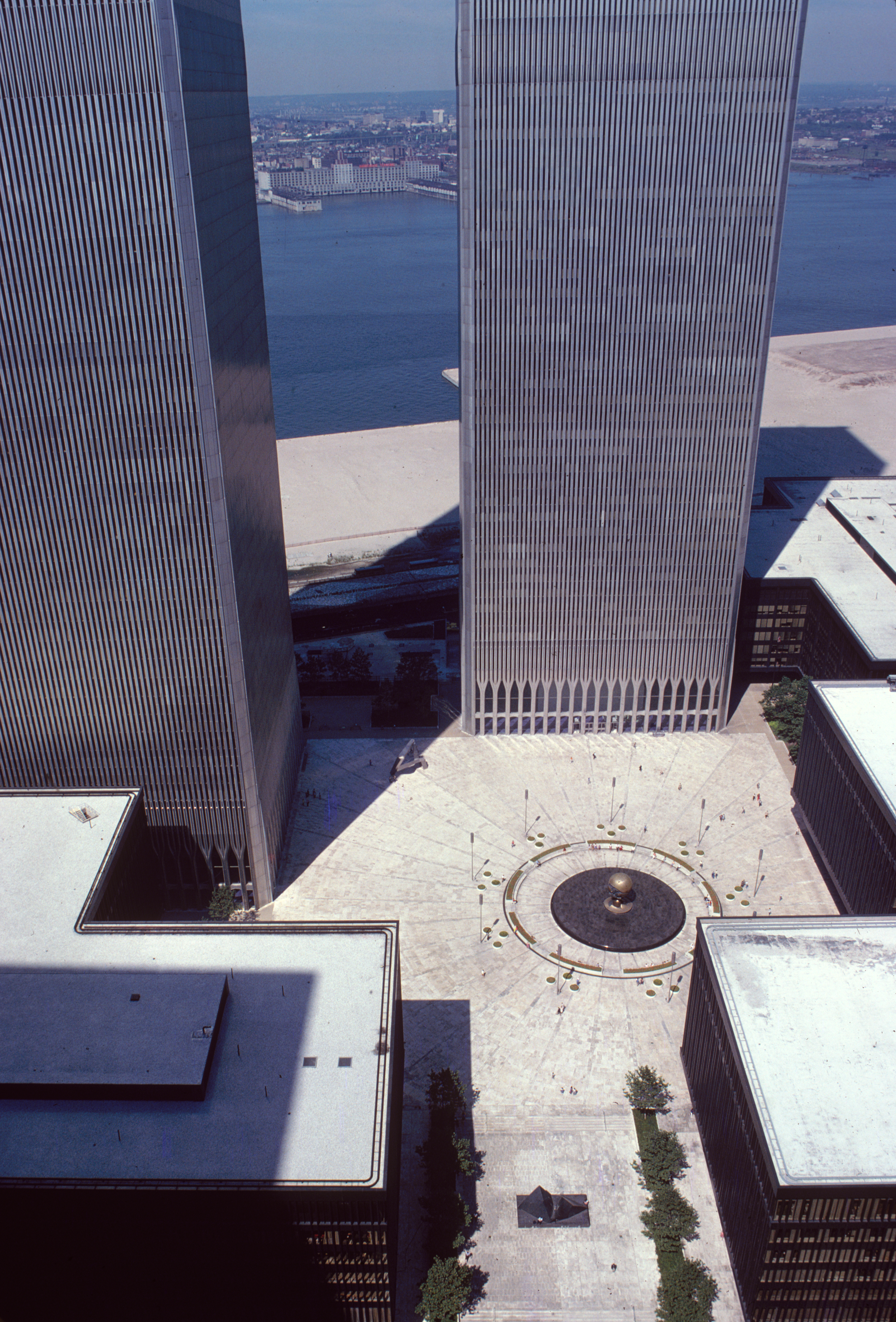
Austin J. Tobin Plaza met North Tower rechts en Hudsonrivier achter, 1978

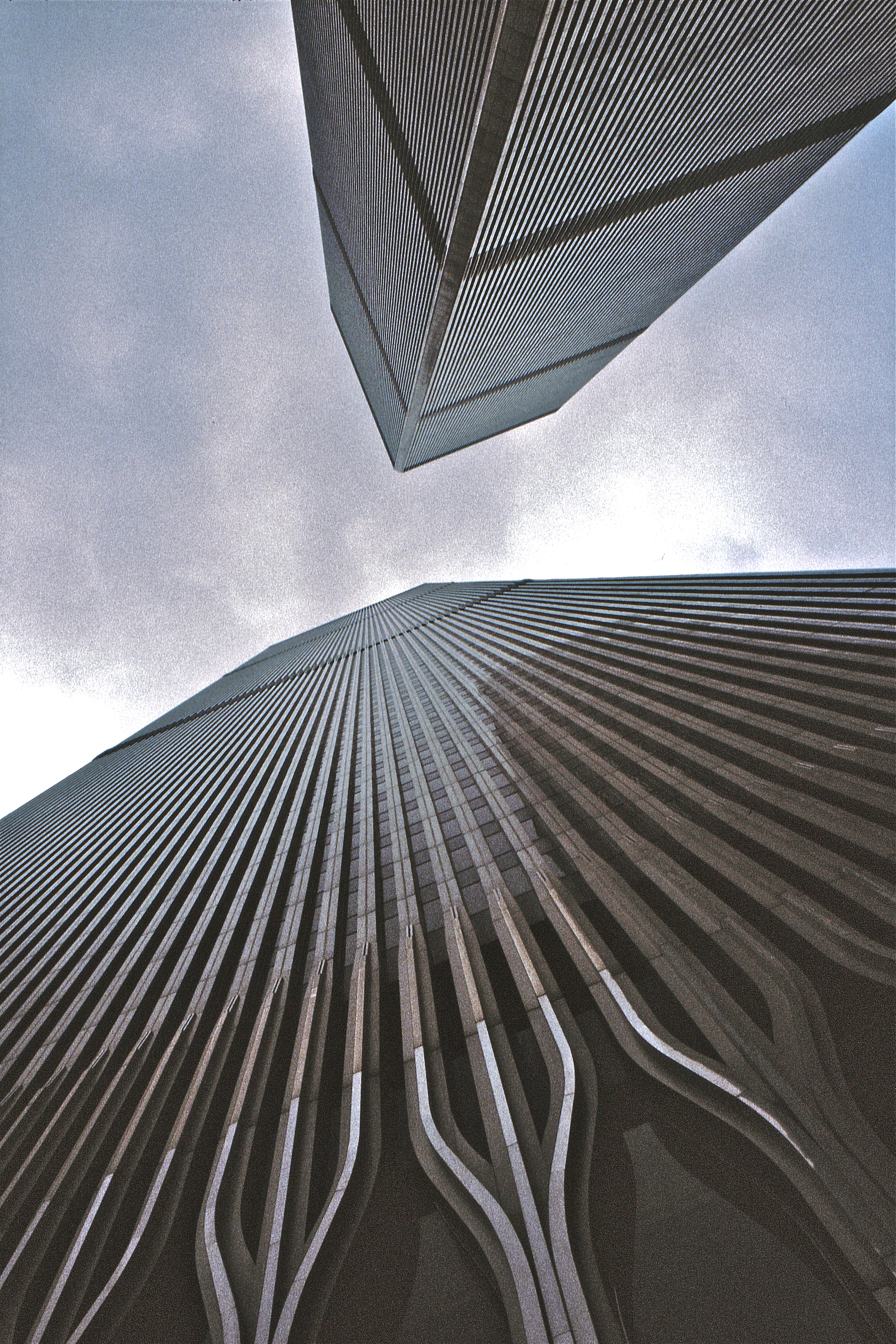
Kikvorsperspectief van de Twin Towers, 1979

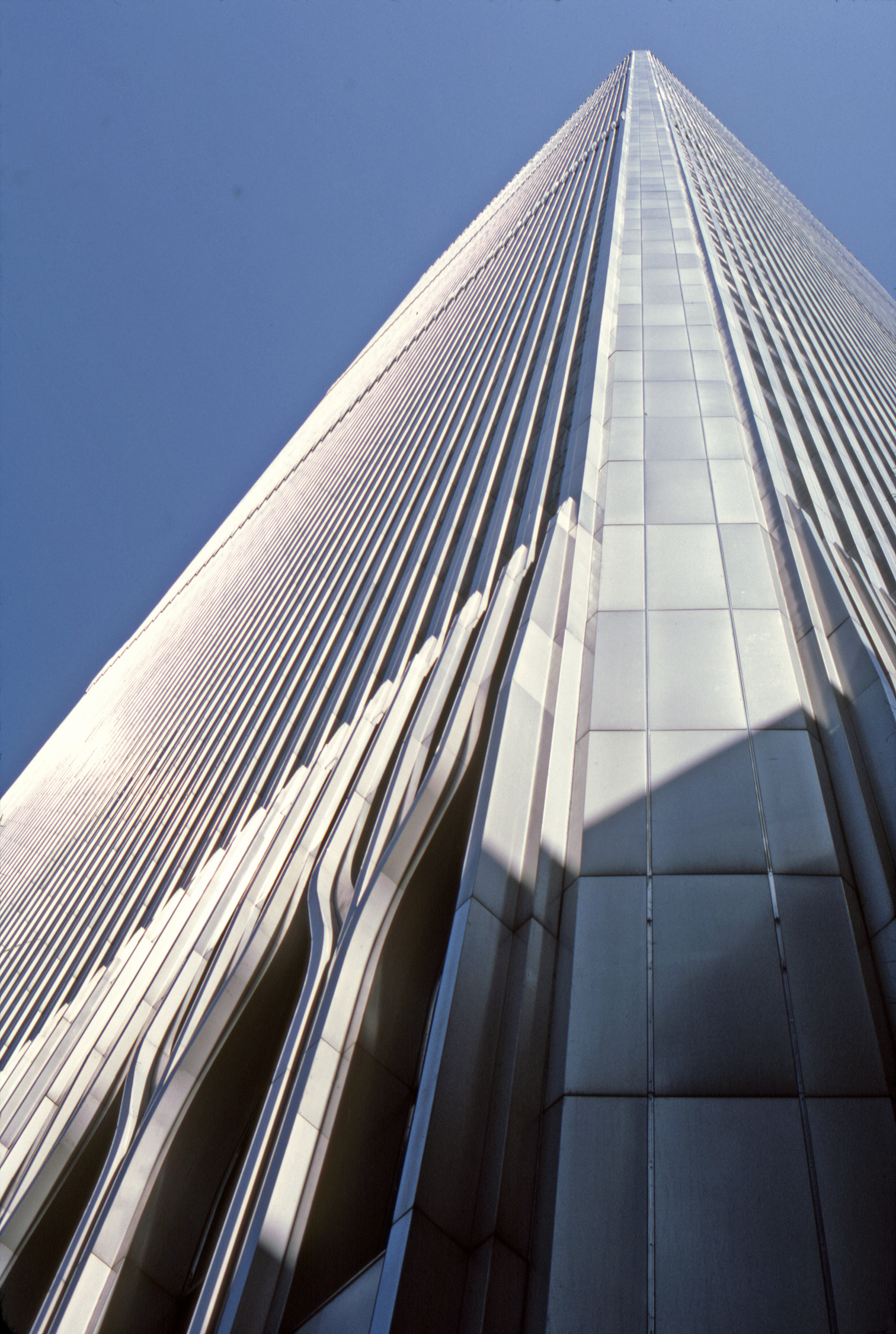
Detail façade South Tower, 1984

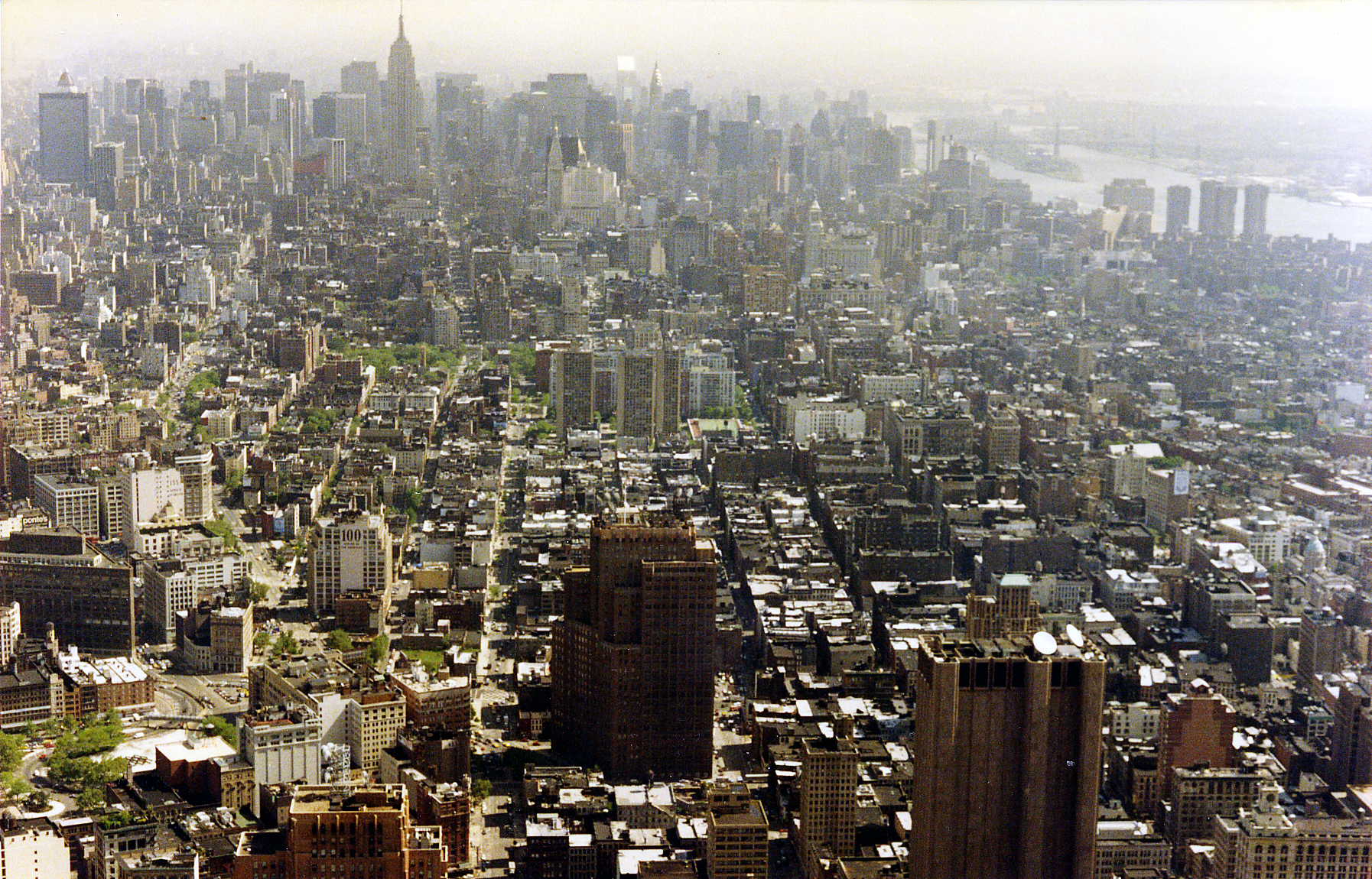
Midtown Manhattan vanaf de South Tower's Top of the World, 1991

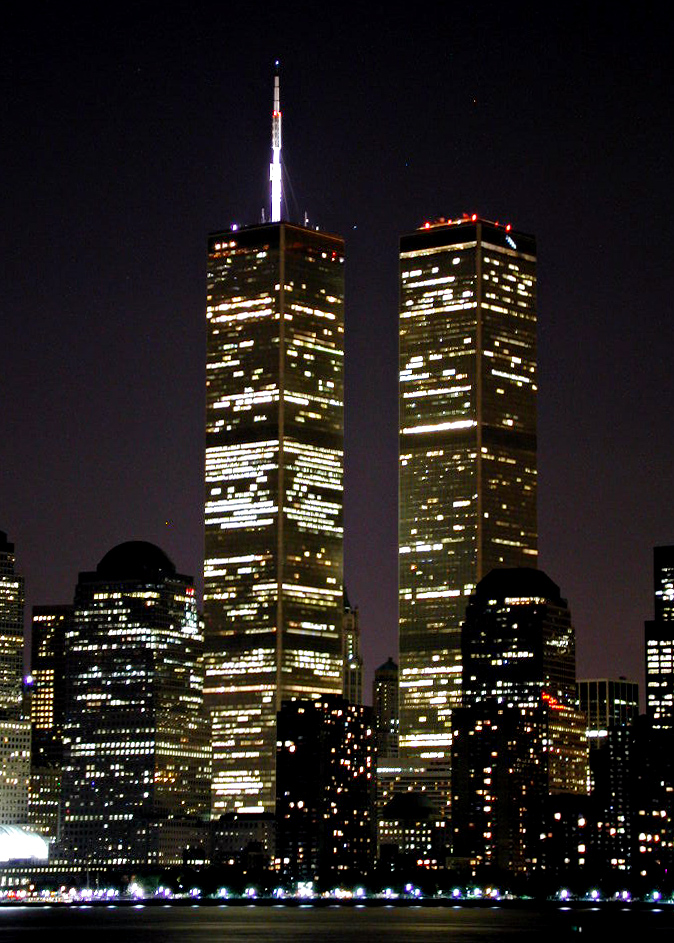
Twin Towers bij nacht, juli 2001

### Met prominente rol

#### Tijdens bestaan
- Loving (1970), meerdere scènes tonen de werkzaamheden aan het fictieve "Lepridon Building", in werkelijkheid is dit de World Trade Center site.
- The Hot Rock (1972), een helikopter vliegt voorbij het World Trade Center, dat gedetailleerd wordt getoond en voorts nog in aanbouw was.
- Godspell (1973), het nummer "All for the Best" wordt door de cast gezongen op het World Trade Center.
- Live and Let Die (1973), de South Tower met nog onvoltooide bovenste verdiepingen is duidelijk te zien.
- Dog Day Afternoon (1975), verschillende malen te zien als overzichtsshot.
- Three Days of the Condor (1975), de CIA heeft in deze film zijn hoofdkwartier in het World Trade Center, met een visueel nogal donkere aanblik.
- King Kong (1976), de Twin Towers vervangen het Empire State Building als locatie die de aap King Kong bestijgt; de lobby van de South Tower wordt ook getoond.
- Saturday Night Fever (1977), meerdere keren als overzichtsshot; vb. de intro en wanneer Tony Manero (John Travolta) vertrekt en terugkeert naar Brooklyn.
- Superman (1978), de Twin Towers verschijnen als Superman zich voor het eerst kenbaar maakt en zijn eerste cruciale reddingsoperatie verricht.
- Meteor (1979), de Twin Towers worden als verwoest afgebeeld nadat de stad wordt getroffen door een meteoor.
- Dressed to Kill (1980), Liz Blake (Nancy Allen) en Peter Miller (Keith Gordon) dineren in Windows on the World, op de 107e verdieping van de North Tower.
- Escape from New York (1981), een zweefvliegtuig landt in deze film op het World Trade Center.
- Mazes and Monsters (1982), Robbie Wheeling (Tom Hanks) springt van de Twin Towers, het personage denkt namelijk dat hij kan vliegen.
- Tempest (1982), gebaseerd op een gelijknamig toneelstuk van Shakespeare; een personage stapt uit een auto en stapt vervolgens het World Trade Center binnen.
- Wrong Is Right (1982), het plot van de film omvat op akelige wijze een groep islamitische terroristen die dreigen twee gestolen bommen in een koffer in de Verenigde Staten tot ontploffing te brengen, terwijl ze eisen dat de president ontslag neemt; de bommen bevinden zich op het World Trade Center.
- Born in Flames (1983), een radiozendertoren vergelijkbaar met de antenne op de North Tower wordt verwoest op het World Trade Center.
- Terms of Endearment (1983), Emma Greenway Horton (Debra Winger) geeft een speech aan de Twin Towers op een bewolkte dag.
- Trading Places (1983), in een van de slotscènes van de film betreden Billy Ray Valentine (Eddie Murphy) en Louis Winthorpe III (Dan Aykroyd) het Four World Trade Center (een van drie zwarte gebouwen van het complex) via het Austin J. Tobin Plaza aan de voet van de Twin Towers.
- Ghostbusters (1984), de Twin Towers worden meerdere keren duidelijk in beeld gebracht als overzichtsshot.
- Santa Claus: The Movie (1985), de Kerstman wil een looping uitvoeren met zijn slee bij het World Trade Center, maar een rendier wordt bang en springt weg.
- Crocodile Dundee (1986), Michael J. Dundee (Paul Hogan) krijgt een rondleiding door de stad en bezoekt onder meer Top of the World op de South Tower.
- The Money Pit (1986), de Twin Towers zijn duidelijk zichtbaar als overzichtsshot gedurende de intro en het eerste beeld van de film (met zicht op Midtown Manhattan) werd opgenomen vanuit de Twin Towers.
- Wall Street (1987), verschillende malen te zien als overzichtsshot.
- Bright Lights, Big City (1988), de Twin Towers worden aan het einde van de film getoond als teken van hoop en verandering.
- Oliver & Co. (1988), animatiefilm; de Twin Towers dienen als overzichtsshot terwijl de scène van nacht naar ochtend verschuift voordat Oliver en de rest van Fagin's dieren door de straten van New York rijden op de achterkant van Fagin's scooter.
- Working Girl (1988), de film werd grotendeels opgenomen in het voormalige 7 World Trade Center, terwijl de Twin Towers vaak van dichtbij te zien zijn.
- The Dream Team (1989), in de film speelt Michael Keaton een pathologische leugenaar die zegt dat hij een van de architecten van de Twin Towers was; zo zegt het personage: "You see those two towers? World Trade Center. I was an architect working on them. First they just wanted to build one but I said, 'Hey, fellas, we're here – What the!?, let's throw another one up'. Turned out pretty well, didn't it?"
- Ghostbusters II (1989), de Twin Towers komen duidelijk in beeld wanneer een tot leven gewekt Vrijheidsbeeld door de stad wandelt.
- The Bonfire of the Vanities (1990), de film volgt Peter Fallow (Bruce Willis) vijf minuten door de kelder van het World Trade Center.
- Freejack (1992), de eerste film in deze lijst die de Twin Towers toont in een jaar dat ze uiteindelijk nooit hebben gehaald, meer bepaald 2009; de torens staan naast een fictieve wolkenkrabber in Battery Park City, het McCandless Building met 200 verdiepingen.
- Home Alone 2: Lost in New York (1992), in de film bezoekt Kevin McCallister (Macaulay Culkin) de Twin Towers en worden de torens vanuit de ogen van de 12-jarige Kevin en dus deels vanuit een soort kikkerperspectief in beeld genomen; daarna is Kevin te zien op Top of the World op de South Tower.
- Super Mario Bros. (1993), de film toont ietwat vreemd ogende Twin Towers, zo heeft de North Tower een scherpe top en is de South Tower niet afgewerkt waardoor die opvallend lager is dan de North Tower; beide torens werden versierd met een K-symbool dat verwijst naar antagonist King Koopa (Dennis Hopper).
- We're Back! A Dinosaur's Story (1993), animatiefilm; verschillende malen te zien als overzichtsshot.
- Joe's Apartment (1996), verschillende malen te zien als overzichtsshot.
- Independence Day (1996), in de film zijn de Twin Towers de hoogste ruïnes van de stad wanneer die is verwoest door buitenaardse wezens; daarnaast werd ook het Vrijheidsbeeld door de wezens te gronde gericht.
- The Devil's Own (1997), het personage Rory Delaney (Brad Pitt) zegt "That's it, isn't it?, wanneer hij en Tom O'Meara (Harrison Ford) de torens naderen.
- Jungle 2 Jungle (1997), het volledige World Trade Center-complex (niet alleen de Twin Towers) is minutenlang duidelijk te zien tijdens het begin van de film.
- Men in Black (1997), de film toont de Twin Towers in een scène waar de agenten een vluchtend buitenaards gezin onderscheppen; het slot van het vervolg uit 2002 zou plaatsvinden op het World Trade Center, maar vanwege het lot van de torens werd dit voorafgaand aan de release gewijzigd.
- Picture Perfect (1997), Kate (Jennifer Aniston) en Darcy (Ileana Douglas) zonnebaden op het dak, de Twin Towers zijn te zien op de achtergrond.
- Aftershock: Earthquake in New York (1998), wellicht de meest ijselijke vertoning; een reporter zegt dat de Twin Towers vuur hebben gevat, maar dat ze nog rechtstaan.
- Godzilla (1998), wanneer het monster Godzilla voor het eerst van zich laat spreken in de stad, bemerkt een reporter "The worst thing to happen to the city since the 1993 bombing"; dit is opnieuw een ongemakkelijk gegeven aangezien de torens drie jaar later werden verwoest op 11 september 2001.
- Armageddon (1998), een rampenfilm die de Twin Towers wederom in beschadigde staat laat zien; de stad is een apocalyptische omgeving die wat gelijkend is aan wat op 11 september 2001 zou gebeuren; de South Tower heeft geen top meer en staat in lichterlaaie, van de North Tower is een stuk uit het midden gehaald.
- The Cruise (1998), een busreisgids stelt voor aan een toerist om op het plein tussen de Twin Towers van het World Trade Center te gaan staan en cirkels te draaien en vervolgens de illusie te ervaren van de torens die op haar neervallen.
- Deep Impact (1998), rampenfilm; de Twin Towers worden meegesleurd en weggespoeld door een megatsunami.
- Bicentennial Man (1999), de Twin Towers werden drie keer hoger gemaakt dan ze werkelijk waren en er was sprake van een luchtbrug tussen beide torens.
- A.I.: Artificial Intelligence (2001), toont de Twin Towers in het jaar 2142 waarbij door klimaatopwarming meerdere steden zijn overstroomd, waaronder New York.

#### Na vernietiging
- Vanilla Sky (2001), in het slot worden de Twin Towers gewoon getoond als onderdeel van de skyline van Lower Manhattan, dit is aannemelijk omdat de laatste scène zich afspeelt vanuit het geheugen van David (Tom Cruise); als hij zich herinnert dat ze nog steeds rechtop stonden, zouden ze nog steeds in de skyline verschijnen.
- Gangs of New York (2001), het slot van de film toont hoe de skyline van de stad langzaam zijn moderne vorm aanneemt (vanaf de jaren 1700 tot 2000); de laatste scène bevatte het World Trade Center dat met behulp van computergegenereerde beelden in de skyline is hersteld; deze scène bevatte ook een voice-over door een van de personages, die zei (om te parafraseren) "degenen die in die tijd leefden, zouden nooit vergeten hoe het was"; regisseur Martin Scorsese koos ervoor om de Twin Towers te behouden in plaats van ze te verwijderen omdat de film moest gaan over "de mensen die New York bouwden, niet degenen die probeerden de stad te vernietigen".
- 25th Hour (2002), de film toont de ruïnes van het World Trade Center, opgenomen enkele dagen na 11 september 2001.
- Miracle (2004), de film speelt zich af in de periode 1979-1980; verschillende overzichtsshots van het World Trade Center.
- World Trade Center (2006), film over de ramp met het World Trade Center bij de aanslagen op 11 september 2001.
- United 93 (2006), film over United Airlines-vlucht 93 die nabij Shanksville neerstortte op 11 september 2001.
- The Kingdom (2007), een staafdiagram verandert op een bepaald moment langzaam in de South Tower van het World Trade Center, met United Airlines-vlucht 175 die ernaartoe vliegt; daarna wordt een brandend World Trade Center getoond.
- Man on Wire (2008), documentaire over de koorddans van Philippe Petit tussen de op dat moment recent voltooide Twin Towers op 7 augustus 1974.
- Watchmen (2009), het verhaal speelt zich af in 1985, dus met de Twin Towers; de antenne wordt consequent afgebeeld op de South Tower, terwijl dit feitelijk onjuist was en deze in werkelijkheid op de North Tower werd geplaatst.
- Remember Me (2010), als Tyler Hawkins (Robert Pattinson) de stad in gaat om "het kantoor van zijn vader (Pierce Brosnan)" te bezoeken, is een weerspiegeling van het World Trade Center even te zien op een naburig gebouw. Eenmaal daar wordt onthuld dat hij zich op de 101e verdieping van de North Tower bevindt op 9/11.
- The Walk (2015), film over de koorddans tussen de Twin Towers van Philippe Petit op 7 augustus 1974.
- A Beautiful Day in the Neighborhood (2019), de Twin Towers maken deel uit van de skyline van 1998.

### Posters
Het World Trade Center, met name de Twin Towers, staat afgebeeld op meerdere filmposters van Hollywood-films. Het gaat in detail om de volgende films:
- Godzilla vs. Megalon (1973), de monsters Godzilla en Megalon vechten op het dak van de Twin Towers; in de film speelt geen enkele scène zich af in New York, de poster was een persiflage op die van de originele King Kong
- Home Alone 2: Lost in New York (1992), de Twin Towers staan in het logo van de film
- King Kong (1976), een remake van de originele film uit 1933, maar in deze film worden de Twin Towers door de aap bestegen in plaats van het Empire State Building
- Manhattan (1979), de Twin Towers staan voor een been van de letter H uit het woord 'Manhattan' uit de titel
- New York Stories (1989), de Twin Towers staan op de achtergrond, op de voorgrond ziet men enkele mensen in een appartement
- Sidewalks of New York (2001), het World Trade Center stond eerst op de achtergrond; de poster werd na de aanslagen op 11 september bewerkt
- Spider-Man (2002), op de poster van voor de aanslagen ziet men de weerspiegeling van de Twin Towers het World Trade Center door de ogen van Spider-Man
- Splash (1984), de Twin Towers stonden op de achtergrond; evenals eerdergenoemde films werd de poster na de aanslagen (specifiek in 2004, voor de 20th Anniversary Edition van de film) nog eens bewerkt en de Twin Towers werden uit de poster geknipt
- The Manhattan Dating Project (2001), de Twin Towers komen gedurende de film geregeld aan bod en stonden op de poster tot ze na de aanslagen werden verwijderd
- The Squeeze (1987), de Twin Towers worden "samengedrukt" door het hoofdpersonage Harry Berg (Michael Keaton) en staan op het punt om te barsten
- Superman II (1980), de skyline van Manhattan, waaronder de Twin Towers, staat op de poster in brand
- Hellraiser III: Hell on Earth (1992), de Twin Towers staan op de achtergrond

## Televisieseries

World Trade Center met het World Financial Center vanaf de Hudson, augustus 2001

Het World Trade Center en zijn Twin Towers maakten naast duizenden films, waarvan de meest prominente optredens hierboven werden omschreven, ook geregeld deel uit van tal van (Amerikaanse) televisieseries en animatieseries. Hieronder volgt een klein (niet alfabetisch) overzicht van televisie- of animatieseries waarin het World Trade Center (met regelmaat) een belangrijke rol speelde:

### Animatie
- Teenage Mutant Ninja Turtles
- The Real Ghost Busters
- Fantastic Four
- Hey Arnold!
- Iron Man
- The Simpsons
- Futurama
- M.A.S.K.
- Godzilla: The Series
- Family Guy
- The Transformers

### Televisie
- Miami Vice
- Friends (tussen scènes door)
- Barney Miller (intro)
- Third Watch
- Star Trek: Enterprise
- The Lone Gunmen
- The West Wing
- Power Rangers: Time Force
- Lost
- McCloud
- Fringe (neemt loopje met realiteit, 9/11 gebeurde nooit)

## Muziek
- Het World Trade Center staat op de cover van Breakfast in America, het zesde studioalbum van Supertramp. Een serveerster in de persoon van actrice Kate Murtagh houdt een plateau hoog met daarop de skyline van Manhattan inclusief de Twin Towers, gezien vanuit een vliegtuigraampje.
- In de videoclip van de single 2 Become 1 (1996) van de Spice Girls schuiven de Twin Towers van het World Trade Center aan het begin van het nummer door beeld.
- Limp Bizkit filmde de videoclip van hun single Rollin' (2000) op de South Tower van het World Trade Center.
- In de videoclip van de single Heart of Glass van Blondie verschijnen de Twin Towers helemaal aan het begin van de clip.
- Een Frans promotiefilmpje voor de single Enjoy the Silence van Depeche Mode werd gefilmd op het World Trade Center.

## Computerspellen

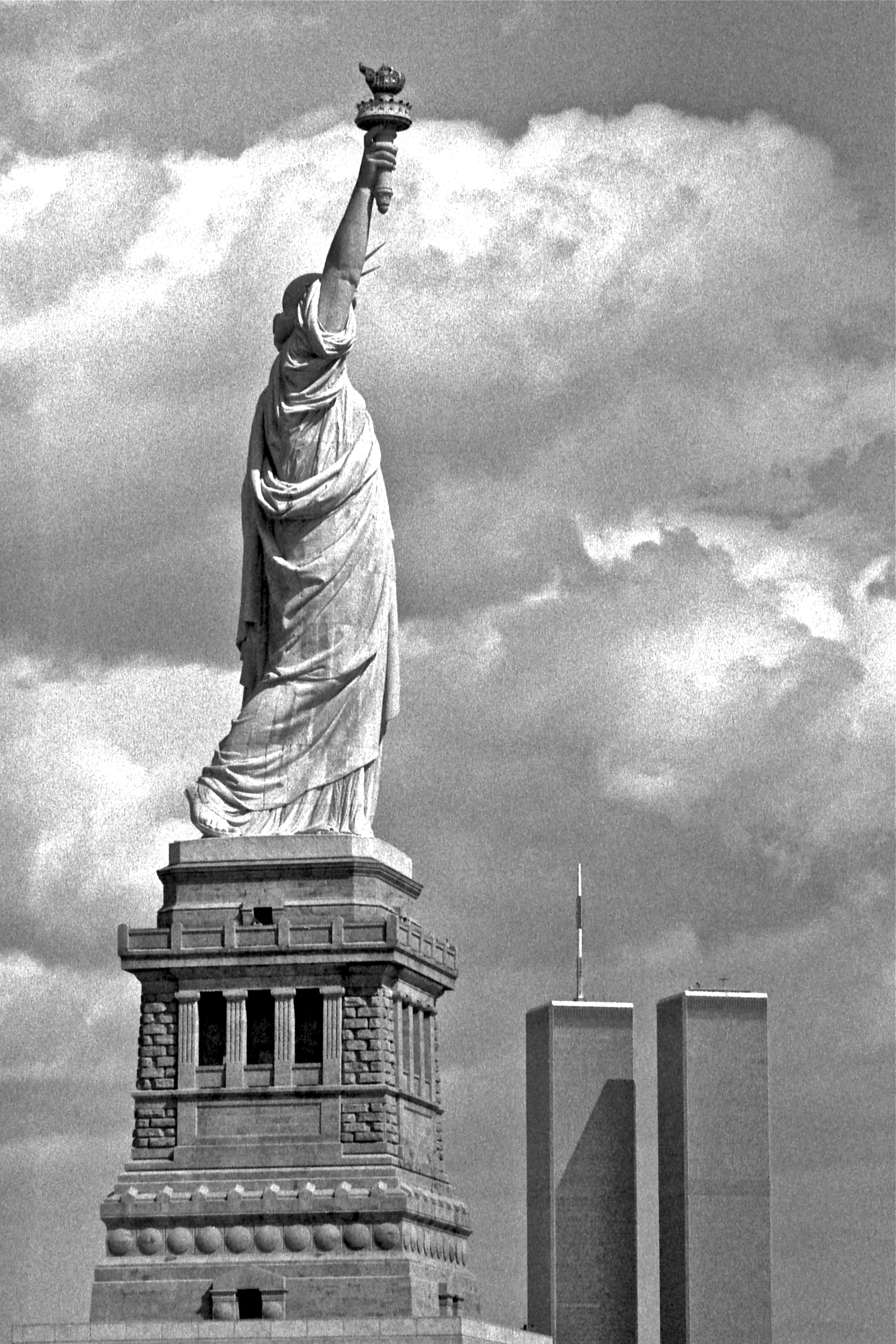
Vrijheidsbeeld en de Twin Towers, 1981

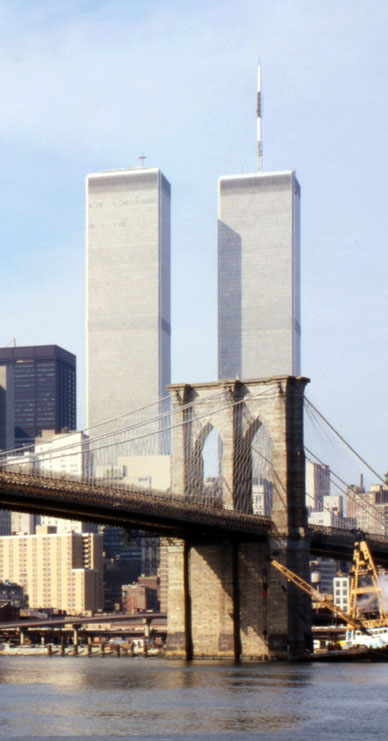
Brooklyn Bridge en de Twin Towers, 1982

Hieronder een selectie van computerspellen waarin het World Trade Center een gedistingeerde rol vertolkte. Het gaat veelal om arcadespellen van computerspelgiganten Sega of Nintendo, doordat spelconsoles als de PlayStation en de PlayStation 2 van Sony nog maar pas waren ontwikkeld en nog volop in zwang moesten komen:
- Manhunter: New York (1988); arcadespel; een weergave van de Twin Towers in een futuristische wereld die wordt gecontroleerd door "the Orbs".
- Streets of Rage (1991); arcadespel; het allerlaatste level van het spel vindt plaats in het Marriott World Trade Center met de Twin Towers op de achtergrond.
- Streets of Rage 2 (1992); arcadespel; de Twin Towers maken hun opwachting bij het begin van het spel.
- Urban Strike (1994); arcadespel; toont een scène waarin een gigantische laser van een satelliet afbuigt en de Twin Towers van het World Trade Center raakt.
- Tekken 2 (1995); arcadespel dat de Twin Towers omvat in het level over het personage Paul Phoenix.
- Rush 2: Extreme Racing USA (1998); racespel; het gehele World Trade Center-complex werd opgenomen in het spel
- SimCity 3000 (1999), stedenbouwsimulatiespel voor pc; biedt de North Tower en South Tower aan als bouwwerken die de speler in zijn stad kan bouwen
- Driver; i.e. Driver 1 (1999) en Driver: Parallel Lines (2006); racespellen; in het eerste spel is New York de laatste stad die door de speler wordt vrijgespeeld, in het spel Parallel Lines zijn de Twin Towers en de rest van het complex slechts te bewonderen in één hoofdstuk; het eerste deel speelt zich namelijk af in 1978, de setting van het tweede deel is echter 2006; 7 World Trade Center ontbreekt wegens pas voltooid in 1987.
- Deus Ex (2000); actierollenspel; het eerste niveau, dat zich afspeelt in 2052, omvat Liberty Island en een gebombardeerd Vrijheidsbeeld; het gedeelte van de skyline met de Twin Towers ontbreekt, om de geheugenvereisten voor de kaart te verminderen; de reden die de ontwikkelaars gaven, als iemand erom vroeg, was dat ze waren vernietigd door terroristen: "We besloten de torens te laten vernietigen, en dit was ver voor 9/11 ... precies een jaar. Ja, dat is nogal freaky."[2]
- Midnight Club: Street Racing (2000); racespel; spelers kunnen het World Trade Center-complex betreden met de auto via het Austin J. Tobin Plaza.
- Command & Conquer: Red Alert 2 (2001); real-time strategyspel; de Twin Towers en andere herkenningspunten worden onder vuur genomen op coverart van het spel.
- Max Payne (2001), toont het World Trade Center op verschillende billboards over het fictieve bedrijf "Aesir" en tijdens de grafische nieuwe tussenfilmpjes. Ze zijn ook zichtbaar op de achtergrond in het begin van de missie "The American Dream".
- Metal Gear Solid 2: Sons of Liberty (2001); action-adventure stealth game; het spel bevatte een plot op een schip dat de Hudson afvaart, inclusief het World Trade Center; na de aanslagen op 11 september 2001 werden de Twin Towers uit het spel verwijderd.
- Microsoft Flight Simulator (2001); simulatiespel; zou oorspronkelijk de Twin Towers bevatten, maar dit werd gewijzigd na de aanslagen op 11 september 2001 om verdere controverse te vermijden.
- Grand Theft Auto III (2001); eerste Grand Theft Auto-spel in 3D; men gelooft dat het World Trade Center een rol zou hebben gespeeld. Omdat de stad Liberty City gebaseerd is op New York en het spel in het najaar van 2001 had moeten verschijnen, moet het spel ooit uit een fictieve weergave van het World Trade Center hebben bestaan. Er werd gemeld dat het World Trade Center volledig was verwijderd, dat vluchtroutes voor het gescripte vliegtuig AI werden gewijzigd om verder weg van het centrum te vliegen, en dat missies met betrekking op terrorisme werden geschrapt.
- Tycoon City: New York (2006); het World Trade Center wordt hulde gebracht in de vorm van twee zeer hoge bomen die naast elkaar staan, die de voormalige Twin Towers vertegenwoordigen. Verder in het park is er een Pentagon-vormige basis, met de Amerikaanse vlag op halve mast. Een inscriptie aan de zijkant luidt: "We Will Never Forget".
- World in Conflict (2007); het World Trade Center maakt deel uit van de skyline van Manhattan; de setting van het spel is namelijk 1989.

## 'Voorspellingen' van9/11
Het World Trade Center was een icoon van de Verenigde Staten en verscheen in die hoedanigheid meermaals in verschillende media. Sommige reclameaffiches en fragmenten uit films en televisieseries hebben, ondanks een onschuldige bedoeling, in de nasleep van de aanslagen op 11 september 2001 een negatieve connotatie of wrange nasmaak gekregen. Hieronder volgt een overzicht:
- In een reisgids over New York uit 1985 worden Lower Manhattan en de Twin Towers afgebeeld met een bijgevoegde tekst; "The closest some of us will ever get to heaven" ("Het dichtst dat sommigen van ons ooit bij de hemel zullen komen"), waaronder moest worden verstaan dat New York de hemel voorstelt.[3]
- In de aflevering "Chain Gang Johnny" van de animatiereeks Johnny Bravo van 27 april 2001 vatten de Twin Towers van het World Trade Center vuur op een schilderij.
- In de aflevering "To Surveil with Love" van The Simpsons uit 1997 staan de Twin Towers op een affiche waarop vermeld staat dat een familietrip naar New York negen dollar kost. Het cijfer negen en de Twin Towers vormen daardoor 9/11. Bart Simpson kijkt naar deze affiche.
- "Asi Sufre Latino America" is een boek uit 1983 van schrijver José Borja waarvan de omslag een verwoeste en brandende North Tower laat zien.
- Een aflevering van The Lone Gunmen uit maart 2001 toont op een achteraf huiveringwekkende manier hoe een commercieel vliegtuig op het World Trade Center afstevent.[4]
- Het Amerikaans hiphop-collectief The Coup zou in het voorjaar van 2001 een album uitbrengen met op de cover een achteraf wansmakelijke en erg realistische afbeelding van brandende Twin Towers.[5]
- Een griezelig artikel gepubliceerd door het Canadese tijdschrift Vice in 1994 toont de cartoonfiguren Beavis & Butthead gekleed in een lang golvend gewaad op een afbeelding die vermoedelijk Al Qaida-terroristen en vliegtuigen in de torens voorstelt (NB: de terreurorganisatie was amper een jaar eerder reeds het brein achter de bomaanslag op het World Trade Center).
- Een spookachtige affiche van de luchtvaartmaatschappij Pakistan International Airlines uit 1979 representeert de schaduw van een passagiersvliegtuig in een realistische weergave van de Twin Towers.[6]
- Het World Trade Center en de voltallige skyline van Lower Manhattan staat op een album van Engels blues- en folkzanger Roy Harper uit 1982. Het album heet "No one gets out alive".
- In de film Terminator 2 uit 1991 zit een benauwende "Easter egg". Op een brug staat namelijk de tekst "Caution 9-11" ("Opgepast voor 9-11").